# Chris Watts
Christopher "Chris" Lee Watts, född 16 maj 1985 i Spring Lake i North Carolina, är en amerikansk man som i augusti 2018 mördade sin familj i Frederick i Colorado. Han ströp sin gravida hustru Shanann (34) och kvävde döttrarna Bella (4) och Celeste (3). Watts begravde Shanann i en grund grav vid en olje- och gasstation och dumpade barnens kroppar i två närbelägna råoljebehållare.
Rättegången mot Chris Watts inleddes i november 2018 och han förklarade sig då skyldig till att ha mördat sin hustru och sina två döttrar. Den 19 november dömdes Watts till livstids fängelse utan möjlighet till villkorlig frigivning. Shananns familj hade bett att dödsstraffet inte skulle tillämpas; de ville inte att ytterligare liv skulle tas.
Chris Watts avtjänar sitt straff på Dodge Correctional Institution i Waupun i Wisconsin.